# U Turn
U Turn es una película estadounidense de 1997, dirigida por Oliver Stone. Protagonizada por Sean Penn, Jennifer Lopez, Nick Nolte, Joaquín Phoenix, Billy Bob Thornton, Jon Voight, entre otros.

## Argumento
Un fallo de motor de su Ford Mustang rojo obliga a Bobby (Sean Penn) a una parada forzada en un pueblo pequeño en medio del desierto de Arizona. Bobby es un jugador que debe alcanzar Las Vegas para pagar una deuda de 12.000 dólares a la mafia, y al que, como una advertencia, ya le han amputado dos dedos de la mano izquierda. No sabe que sus problemas acaban de comenzar. 
En la ciudad conoce a Grace (Jennifer Lopez), que le hace perder la cabeza y le lleva a su casa, donde es sorprendido por su marido Jake (Nick Nolte). Grace intenta convencer a Bobby para matar a su marido, pero éste le hace la misma propuesta.

## Reparto
- Sean Penn
- Billy Bob Thornton
- Abraham Benrubi
- Richard Rutowski
- Jon Voight
- Jennifer Lopez
- Powers Boothe
- Nick Nolte
- Aida Linares
- Sean Stone
- Ilia Volok
- Valery Nikolaev
- Brent Briscoe
- Bo Hopkins
- Julie Hagerty
- Annie Tien
- Joaquin Phoenix
- Claire Danes
- Sheri Foster
- Laurie Metcalf
- Liv Tyler
- Jeff Flach